# Aulo Semprônio Atratino (tribuno consular em 425 a.C.)
Aulo Semprônio Atratino (em latim: Aulus Sempronius Atratinus) foi um político da gente Semprônia nos primeiros anos da República Romana eleito tribuno consular por três vezes, em 425, 420 e 416 a.C. Aulo Semprônio era filho de Lúcio Semprônio Atratino, cônsul em 444 a.C., e neto de Aulo Semprônio Atratino, cônsul em 497 a.C. Era provavelmente o pai de Aulo Semprônio Atratino, mestre da cavalaria (magister equitum) em 380 a.C..

## Primeiro tribunato (425 a.C.)
Em 425 a.C., Aulo Semprônio foi eleito tribuno consular pela primeira vez, com  Lúcio Quíncio Cincinato, Lúcio Fúrio Medulino e Lúcio Horácio Barbato.
Neste ano foi firmada uma trégua de vinte anos com Veios, derrotada no ano anterior por Mamerco Emílio Mamercino à frente das muralhas de Fidenas, e uma outra de três anos com os équos.

## Segundo tribunato (420 a.C.)
Em 420 a.C., foi eleito novamente, desta vez com Marco Mânlio Vulsão e, novamente, e Lúcio Fúrio Medulino e Lúcio Quíncio Cincinato
Neste ano não houve conflitos com os povos vizinhos, mas, na cidade, a tensão foi grande por causa da eleição dos questores, uma posição que até então era um apanágio dos senadores e que, com base numa nova lei, podia ter membros eleitos inclusive da plebe. O processo, conduzido por Aulo Semprônio, leva à eleição de candidatos todos patrícios, o que provoca a ira dos tribunos da plebe Aulo Antíscio, Sexto Pompílio e Marco Canuleio. Eles conseguem então condenar o primo de Aulo Semprônio, Caio Semprônio Atratino, cônsul em 423 a.C., pela má condução da guerra contra os volscos em 423 a.C. e obrigam-no a pagar uma multa de 15 000 asses.
Foi também em 420 a.C. que o processo contra virgem vestal Postúmia, acusada de má conduta, foi finalmente encerrado com sua absolvição.

## Terceiro tribunato (416 a.C.)
Aulo Semprônio foi eleito uma terceira vez, em 416 a.C., com Quinto Fábio Vibulano Ambusto, Espúrio Náucio Rutilo e Marco Papírio Regilano.
Este ano, como o anterior, foi caracterizado por um cenário externo tranquilo e tensões crescentes internamente por causa da questão agrária por parte dos tribunos da plebe Marco Metílio e Espúrio Mecílio.